# Vitali Tajbert
Vitali Tajbert est un boxeur allemand né le 25 mai 1982 à Mikhaïlovka, Russie.

## Carrière
Médaillé de bronze aux Jeux d'Athènes en 2004 dans la catégorie poids plumes, il passe professionnel l'année suivante et devient champion du monde des super-plumes WBC le 22 mai 2010 en battant aux points Hector Velazquez. Le 26 novembre 2010, Tajbert cède aux points à Nagoya sa ceinture face au japonais Takahiro Aoh.